# سوزان جاكسون (متزلجة فنية)
سوزان جاكسون (بالإنجليزية: Susan Jackson)‏ هي متزلجة فنية بريطانية، ولدت في 30 نوفمبر 1965 في نوتنغهام في المملكة المتحدة.

## وصلات خارجية
- سوزان جاكسون على موقع اللجنة الأولمبية الدولية (الإنجليزية)
- سوزان جاكسون على موقع أوليمبيديا (الإنجليزية)
- سوزان جاكسون على موقع اللجنة الأولمبية البريطانية (الإنجليزية)